# 鹿豹座CE
HD 21389，又名BD+58 607，SAO 24061、HR 1040，是一颗恒星，视星等为4.54，位于銀經142.19，銀緯2.06，其B1900.0坐标为赤經3h 21m 55.4s，赤緯+58° 2.06′ 55″。